# Готфрид I фон Близкастел
Готфрид I фон Близкастел (на немски: Gottfried I Graf von Blieskastel; † сл. 1127) е от 1087 до 1127 г. граф на Близкастел в Близгау, Саарланд, Германия.

## Произход и наследство
Той е син на граф Готфрид III фон Близгау († сл. 1098) и съпругата му Матилда фон Люксембург († 1070), дъщеря на граф Конрад I фон Люксембург († 1086) и Клеменция де Поату († 1142), наследничка на Глайберг. Внук е на граф Фолмар III фон Мец († 1087) и Юдит или Шванхилд фон Дагсбург-Егисхайм. Правнук е на граф и пфалцграф Готфрид I фон Мец († 1051/1055). Брат е на Фолмар фон Хюнебург († сл. 1133), граф на Хюнебург (1105/1133), и Дитрих фон Дагсбург († 1150), ландграф в елзаския Нордгау.
Резиденцията на графовете на Близкастел е бившият замък Близкастел. Графовете на Близкастел измират през 1237 г. Правнучката му, дъщерята на последния граф, Елизабет фон Близкастел († 1273), дъщеря на граф Хайнрих фон Близкастел († 1237), подарява през 1234 г. манастир Графентал. Замъкът и господството отиват на графовете фон Залм.

## Фамилия
Готфрид I фон Близкастел се жени за жена от Лотарингия и има децата:
- Ида фон Близкастел († 1190), любовница на Хайнрих Лъв († 1195), херцог на Саксония (1142 – 1195) и Бавария (1154 – 1195)
- Фолмар I фон Близкастел (* пр. 1120; † сл. 1179), граф на Близкастел, женен за графиня Клеменция фон Мец († сл. 1179)
- Дитрих фон Хюнебург († 1159), граф на Хюнебург, Дагсбург, ландграф в Долен Елзас (1135), женен за Аделхайд фон Хабсбург († сл. 1155), дъщеря на граф Ото II фон Хабсбург († 1111) и Вила фон Пфирт
- Хедвиг фон Близкастел, омъжена за бургграф Герхард фон Майнц († сл. 1127), техен внук е граф Герхард I фон Хиршберг († ок. 1170/пр. 1188))
- Фридрих I фон Сарверден († сл. 1131), граф на Сарверден (1111/1131), женен за Гертруд († сл. 1131), баща на граф Фолмар I фон Сарверден († сл. 1149)
- Готфрид
- Грегор († сл. 1179), абат на Прюм (1171 – 1179)
- Лотар († сл. 1175).
- дъщеря (1130 – 1190)
- Хуго († сл. 1173)